# Lipki
Lipki è una città della Russia europea centrale (oblast' di Tula). Appartiene amministrativamente al rajon Kireevskij.
Sorge nella parte centrale della oblast', sui versanti settentrionali del Rialto centrale russo, 38 chilometri a sudest del capoluogo regionale Tula.

## Storia

### Storia della città durante l'impero russo

#### La battaglia sul fiume Šivoron'
La battaglia dell'esercito di Mosca di Ivan IV di Russia contro l'orda tatara di Devlet I Giray che assediò Tula e devastò i suoi dintorni. Le vittorie delle truppe russe sull'orda tatara di Crimea sotto le mura del cremlino di Tula e sul fiume Šivoron', arrestarono le incursioni del 1552 dei tatari in questi luoghi e servirono da prologo per quello che sarebbe stata poi l'Assedio di Kazan'. 
La prima descrizione dettagliata del territorio dove oggi si trova Lipki si trova nel "Kniga Bol'šomu Čertežu" dell'edizione del 1627. Il libro contiene una descrizione geografica e topografica delle terre che si trovano tra i fiumi Upa e Šivoron'.

#### Fondazione della città
Negli anni '40 nelle vicinanze del villaggio di Lipki, iniziò la lavorazione del carbone all'interno del bacino carbonifero della regione di Mosca. 
Nel 1951 il villaggio centrale delle miniere di Lipkovskij ricevette lo status di villaggio del lavoro e il nome di Lipki.
Nel 1955 ricevette lo status di città.

## Situazione odierna
L'attività d'estrazione del carbone continuò fino al 1991 insieme alla produzione di materiali da costruzione (con una fabbrica di mattoni e una di costruzioni in acciaio) e l'industria alimentare. 
Dal 2009 venne interrotta l'estrazione di carbone ma la fabbrica di mattoni è ancora in funzione. La fabbrica di costruzioni in acciaio fu convertita e recuperata. Il panificio è ancora in funzione ma non è presente sul territorio un impianto caseario. La città non si sta sviluppando: la stazione ferroviaria è chiusa, le autostrade sono rovinate e i lavori non sono in corso. La popolazione è diminuita a circa 9.000 persone e i posti di lavoro non sono sufficienti (e hanno un salario basso). La parte della popolazione in grado di lavorare lo fa per lo più a Mosca e a Tula. 
La città ha una pianta a forma di ventaglio. Nel viale principale sono presenti molte sculture dell'era staliniana e gli edifici sono costruiti nello stesso stile delle città minerarie del dopoguerra.